# Gergely László (labdarúgó)
Gergely László, Vasile Gergely (Nagybánya, 1941. október 28. –) román válogatott labdarúgó, középpályás.

## Pályafutása

### Klubcsapatban
1958-ban a nagybányai CSM másodosztályú csapatában kezdte a labdarúgást. Pályafutása nagy részét a Dinamo București-nél töltötte (1963–1970). 1962 és 1970 között 145 román élvonalbeli bajnoki mérkőzésen lépett pályára és 7 gólt szerzett. Két szezont töltött a német elsőosztályban a Hertha Berlinnél (1970–1972), 35 mérkőzésen szerepelt, gólt nem lőtt.

### A román válogatottban
1962 és 1970 között 36 alkalommal szerepelt a román válogatottban és két gólt szerzett. Részt vett az 1970-es mexikói világbajnokságon.

## Sikerei, díjai
- Román bajnokság
  - bajnok: 1962–63, 1964–65
  - 2.: 1968–69
- Román kupa
  - győztes: 1963–64, 1967–68